# Tonino Ricci
Tonino Ricci   (Roma, 23 d'octubre de 1927 - Roma, 9 de març de 2014) va ser un director de cinema italià, que ha utilitzat també el pseudònim d'Anthony Richmond. 

## Biografia
Ricci va treballar des de començament dels anys 1960 en el cinema italià, primer com a ajudant de direcció amb Mario Bava, Antonio Leonviola i Paolo Bianchini. L'any 1969, va rodar la seva primera pel·lícula pròpia, el guió de la qual també va escriure –com en gairebé totes les seves pel·lícules.
Una relació especial l'unia amb Jack London des de l'adaptació cinematogràfica de Zanna Bianca sota la direcció de Lucio Fulci; va rodar diverses pel·lícules a Madonna di Campiglio. Des de 1983, va comptar amb l'italià Bruno Minniti (“Conrad Nichols”) en gairebé totes les seves pel·lícules.
Les pel·lícules d'aventures o fantàstiques de Ricci van ser sovint menyspreades per la crítica, encara que hi va aconseguir resultats sempre respectables.
Ricci utilitzava gairebé sempre el pseudònim d'Anthony Richmond en les seves pel·lícules.

## Filmografia
Filmografia:

### Director
- Il dito nella piaga (1969)
- Monta in sella figlio di...! (1971)
- Un omicidio perfetto a termine di legge (1971)
- Colpo grosso... grossissimo... anzi probabile (1972)
- L'onorata famiglia - Uccidere è cosa nostra (1973)
- Storia di karatè, pugni e fagioli (1973)
- La revenja d'Ullal Blanc (Zanna Bianca alla riscossa) (1974)
- Delirio d'amore (1977)
- Bermude: la fossa maledetta (1978)
- Incontro con gli umanoidi (1979)
- Bakterion (1982)
- Rush (1983)
- Thor il conquistatore (1983)
- Rage - Fuoco incrociato (1985)
- I giorni dell'inferno (1986)
- La notte degli squali (1987)
- I predatori della pietra magica (1988)
- Buck ai confini del cielo (1991)
- Buck e il braccialetto magico (1997)

### Guionista
- Per una bara piena di dollari, dirigida per Demofilo Fidani (1971)

### Ajudant de direcció
- È mezzanotte, butta giù il cadavere, dirigida per Guido Zurli (1966)